# Kajmany na letnich igrzyskach olimpijskich
Kajmany wystartowały we wszystkich letnich IO od igrzysk w Montrealu w 1976 r. (oprócz igrzysk w 1980 roku – bojkot). Do tej pory nie zdobyły żadnego medalu.

## Klasyfikacja medalowa
| Igrzyska            | Złoto | Srebro | Brąz | Razem |
| ------------------- | ----- | ------ | ---- | ----- |
| 1976 Montreal       | 0     | 0      | 0    | 0     |
| 1984 Los Angeles    | 0     | 0      | 0    | 0     |
| 1988 Seul           | 0     | 0      | 0    | 0     |
| 1992 Barcelona      | 0     | 0      | 0    | 0     |
| 1996 Atlanta        | 0     | 0      | 0    | 0     |
| 2000 Sydney         | 0     | 0      | 0    | 0     |
| 2004 Ateny          | 0     | 0      | 0    | 0     |
| 2008 Pekin          | 0     | 0      | 0    | 0     |
| 2012 Londyn         | 0     | 0      | 0    | 0     |
| 2016 Rio de Janeiro | 0     | 0      | 0    | 0     |
| 2020 Tokio          | 0     | 0      | 0    | 0     |
| 2024 Paryż          | 0     | 0      | 0    | 0     |
| Razem               | 0     | 0      | 0    | 0     |